# Кіко Касілья
Кіко Касілья (ісп. Kiko Casilla, нар. 2 жовтня 1986, Таррагона) — іспанський футболіст, воротар клубу «Лідс Юнайтед».
Виступав, зокрема, за клуби «Еспаньйол» та «Реал Мадрид», а також національну збірну Іспанії.

## Клубна кар'єра

### «Еспаньйол»
Вихованець футбольної школи клубу «Реал Мадрид».
У дорослому футболі дебютував 2006 року виступами за команду клубу «Реаль Мадрид Б», в якій провів один сезон.
Своєю грою за цю команду привернув увагу представників тренерського штабу клубу «Еспаньйол», до складу якого приєднався 2007 року. Відіграв за барселонський клуб наступний сезон, взявши участь у 4 іграх чемпіонату.
2008 року перейшов на умовах оренди до клубу «Кадіс», у складі якого провів наступні два роки своєї кар'єри гравця. Більшість часу, проведеного у складі «Кадіса», був основним голкіпером команди.
З 2010 року, також як орендований гравець, один сезон захищав кольори команди клубу «Картахена». Граючи у складі «Картахени» також здебільшого виходив на поле у стартовому складі команди.
2011 року повернувся до складу «Еспаньйола», де почав отримувати дедалі більше ігрової практики, а з 2013 року став беззаперечним основним голкіпером барселонської команди.

### «Реал»
17 липня 2015 року уклав п'ятирічний контракт з рідним мадридським «Реалом», який сплатив за його перехід 6 мільйонів євро. У складі «вершкових» став одним з дублерів костариканця Кейлора Наваса.

### «Лідс Юнайтед»
До складу клубу «Лідс Юнайтед» приєднався 2019 року. Станом на 13 вересня 2019 року відіграв за команду з Лідса 23 матчі в національному чемпіонаті.

## Виступи за збірну
2008 року провів одну гру у складі молодіжної збірної Іспанії.
Влітку 2014 року отримав свій перший виклик до складу національної збірної Іспанії, а 18 листопада того ж року дебютував у її формі, змінивши наприкінці товариської гри проти збірної Німеччини Ікера Касільяса.

## Досягнення
«Реал Мадрид»
- Чемпіон Іспанії: 2016—17
- Володар Суперкубка Іспанії: 2017
- Володар Ліги Чемпіонів УЄФА: 2015—16, 2016—17, 2017—18
- Володар Суперкубка УЄФА: 2016, 2017
- Переможець Клубного чемпіонату світу: 2016, 2017, 2018